# معركة فايكال
دارت معركة فاجكال أو معركة فايكال في أبريل عام 1465 بين القوات الألبانية في إسكندر بك والجيش العثماني بقيادة بلابان باشا ، وهو قائد عثماني من أصل ألباني. سنجق بكي العثماني الجديد لسنجق أوهريد ، أرسله محمد الفاتح لمهاجمة القوات الألبانية. انتصر الألبان في النهاية، لكن كلا الجانبين تكبدا خسائر فادحة. تم القبض على بعض ضباط إسكندر بك من قبل العثمانيين الفارين ثم تم إعدامهم بإجراءات موجزة.

## الموقع
يقع وادي فاجكال في منطقة تعمل كممر بين دبرا وماتي .  على الرغم من صياغة آراء علمية مختلفة حول موقع معركة فايكال - بما في ذلك المواقع المحتملة بالقرب من دبرا وأوخريد .